# バリューアライアンス
バリューアライアンス（英: Value Alliance）は、アジア太平洋地域の格安航空会社による航空連合である。世界で初めて多国間の格安航空会社によって設立された国際航空連合である。なお、2025年3月5日時点でウェブサイトへの閲覧は不可能となっている

## 概要
2016年5月に6カ国8社により設立され、現在は4カ国5社が加盟している。
エア・ブラック・ボックス社が開発した国際航空運送協会 (IATA) が制定したXMLベースの新たなデータ伝送規格であるIATA NDCに準拠したウェブシステムを採用する。
従来個別に予約する必要があった加盟航空会社間の乗り継ぎ予約を、付帯サービスの購入、座席指定などを含めてワンストップで可能とするサービスを提供とする予定である。
2019年現在、一部の航空券の予約販売提携を実施しているが、コードシェア、インターライン提携などは実施していない。

## 加盟航空会社
かつて参加していた航空会社
- タイガーエア（2017年7月25日、スクートと統合のため）
- タイガーエア・オーストラリア
- バニラエア[7]（2019年3月30日、Peach Aviationと統合のため）
- ノックスクート（2020年6月26日、事業終了）